# Pierre Aubert de Fontenay
Pour les articles homonymes, voir Aubert et Pierre Aubert.
Pierre Aubert, seigneur de Fontenay, né en 1584 et mort en 1668, était un notable de la région de Tours et un important financier du royaume de France au XVIIe siècle. Il fit construire et fut le premier propriétaire de l'Hôtel Salé à Paris.

## Biographie
Pierre Aubert est originaire de Touraine mais a fait toute sa carrière à Paris. Il serait arrivé dans la capitale pour travailler, vers 1640, comme secrétaire de la Chambre du Roi, avant d'être trésorier général de l’Artillerie, puis, avec son ami Thomas Bonneau responsable de la ferme générale des gabelles de 1632 à 1656. Ayant fait fortune avec l'impôt sur le sel mais également grâce à son mariage avec une riche et très jeune héritière lui valant le surnom de bourgeois gentilhomme , et ayant accédé à la noblesse grâce à l'achat d'une de ces « savonnette à vilain » qu'était un office de secrétaire du roi, il acquiert notamment :
- la terre de Fontenay-en-Brie cédée par le duc d’Épernon qui possédait le château, sur laquelle se trouvait également le manoir de la famille de Donon (une famille ayant la charge lucrative de Trésorier du chapitre du château du Vivier, ce qui lui apporta une terre, un colombier et des droits de justice confortant son titre de noblesse
- des terrains dans le quartier du Marais  à Paris où il fait édifier, entre 1656 et 1659, un hôtel particulier, baptisé par dérision Hôtel Salé par ses contemporains, qui manifeste et assoit sa nouvelle position nobiliaire.

Mais sa situation va changer avec l’arrestation de son protecteur Nicolas Fouquet en 1661, suivie des procédures qui allaient s’inquiéter, sur ordre du roi, des abus des gens de finances dont il faisait partie pour avoir « trempé dans les affaires du roi » depuis plusieurs années.